# Sanctuaire de la Bienveillante Notre-Dame du Rosaire
Le Sanctuaire de la Bienveillante Notre-Dame du Rosaire est un complexe monastique construit entre 1649 et 1769 à Janów Lubelski, appartenant à l’ordre dominicain. 
En 1864, l’ordre dominicain a été forcé à quitter l’église par les autorités tsaristes pour leur support du soulèvement de janvier. La peinture de Notre-Dame du Rosaire, reconnue comme miraculeuse en 1762, est liée avec le sanctuaire. 
Le 24 juin 2015, le sanctuaire a été élevé au rang de collégiale.